# Borrazópolis
Borrazópolis este un oraș în Paraná (PR), Brazilia.